# 2022 en jeu
Pour les articles homonymes, voir 2022 en jeu vidéo.
Chronologie du jeu
- 2018
- 2019
- 2020
- 2021
- 2022
- 2023
- 2024
- 2025
- 2026

Cet article présente les faits marquants de l'année 2022 concernant le jeu.

## Événements

### Compétitions
- 20 janvier : Roel Boomstra (né le 9 mars 1993[1] à Utrecht[1]), grand maître international néerlandais, remporte le championnat du monde de dames[2].

- Du 27 au 29 mai : l'équipe Apex ETH remporte la 5e édition des World Chase Tag (championnat du monde de jeu du chat) au York Hall (en) de Londres[3]devant l'équipe Parkour 59[4].
- 27 novembre : le Français Cyrille Sevin remporte le XXXVIIIe Championnat de France de Diplomatie à Paris devant ses compatriotes Brieuc Thibault et Kévin Lecoq[5].

## Sorties

### Jeux de rôle
Liste établie à partir de cette source : Le Guide du rôliste galactique
- L'Anneau unique, Edge Studio
- Beyond the Wall, Shakos
- Brancalonia (D&D5), Agate Éditions
- Brindlewood Bay, Gulix
- Cats !, Black Book Éditions
- Les Chroniques de l'étrange, Antre Monde
- Commando barbare, Black Book Éditions
- Complots, (auto-édition)
- The Dark Crystal, Black Book Éditions
- Deadlands (Savage Worlds), Black Book Éditions
- Destined, The Design Mechanism
- Le Domaine de Seedmills, (auto-édition)
- Donjon & Cie, John Doe
- Dragonbane (Quickstart), Fria Ligan AB
- Dune (2d20), Arkhane Asylum Publishing
- L'Étoile du démon, Les Vagabonds du Rêve
- Factotums, (auto-édition)
- Fallout (2d20), Arkhane Asylum Publishing
- A Familiar Problem, Darrington Press
- Futur antérieur, Lulu.com
- Glitchers, Grigsan Arts
- Grecka, Obhéa Editions
- Hack, Univers-JDR
- Hawkmoon (CYD System), Département des Sombres Projets
- Homeworld Revelations (Quickstart), Modiphius
- Hunter : the Reckoning  (Exterminateur : le Jugement) (5th Edition), Renegade Games Studio
- Hunter : the Vigil, Onyx Path Publishing
- Initiation au JDR (livret découverte), Asmodée France
- Lady Spy Detective, Total Party Skills
- Marvel Multiverse (Playtest Rulebook), Marvel Worldwide Inc.
- Midnight, 3e édition, Edge Studio
- NibirU, Les XII Singes
- Night (Nuit), version audio, La Belle Rouge
- NOC, (auto-édition)
- Noir est le sceau de l'Enfer (Lisez, Jouez !), Didaskalie
- Okimba (kit de démo), Galion Sauvage
- Omega, Odonata éditions
- Les Risque-tout, Arkhane Asylum Publishing
- Rivers of London, Chaosium
- Roll & Rôle, Posidonia Editions
- Ruines (kit de découverte), indé 12 éditions
- Le Seigneur des anneaux, 404 éditions
- Sig : La Cité des lames, Studio Absinthe
- Les Terres de Matnak, Posidonia Editions
- Troika !, Pattern Recog Editions
- Ultime vengeance 3D (kit d'initiation), (auto-édition)
- Wallow Wide, Obhéa Editions
- Warpland, Pattern Recog Editions
- Yuigahama Bad Seeds, LETO (Les Éditions du Troisième Œil)

## Récompenses
| Récompense                                  | Jeu                  | Auteur(s)                                                                                              | Éditeur(s)        |
| ------------------------------------------- | -------------------- | --- | ----------------- |
| As d'or 2022 Jeu de l'année « Tout public » | 7 Wonders Architects | Antoine Bauza/illus. Étienne Hebinger                                                                  | Repos Production  |
| As d'or 2022 Jeu de l'année « Enfant »      | Bubble Stories       | Matthew Dunstan/illus. Simon Douchy                                                                    | Blue Orange       |
| As d'or 2022 Jeu de l'année « Initié »      | Living Forest        | Aske Christiansen/illus. Apolline Étienne                                                              | Ludonaute         |
| As d'or 2022 Jeu de l'année « Expert »      | Imperium             | Paul Dennen/illus. Clay Brooks, Raul Ramos, Nate Storm                                                 | Lucky Duck Games  |
| GRoG d'Or 2022                              | Knight               | Pierre 'Shoggoth' Becker/Simon Gabillaud/Steve Goffaux/Guillaume Herlin/Coline Pignat/Raphaël Robichon | Antre Monde       |
| GRoG d'Argent 2022 ex æquo                  | Château Falkenstein  | Michael Alyn Pondsmith                                                                                 | Lapin Marteau     |
| GRoG d'Argent 2022 ex æquo                  | Stalker              | Christophe 'KrisD' Dénouveaux                                                                          | La Loutre Rôliste |

## Décès
- le 24 janvier 2022 (78 ans) : Mark Tseitline, joueur d'échecs israélien
- le 28 janvier 2022 (55 ans) : Gilles Mirallès, joueur d'échecs français
- le 6 février 2022 (98 ans) : Abram Khassine, maître international du jeu d'échecs russe
- le 14 février 2022 (88 ans) : Borislav Ivkov, grand maître du jeu d'échecs serbe
- le 7 mai 2022 (100 ans) : Youri Averbakh, grand maître du jeu d'échecs russe
- le 5 juin 2022 (87 ans) : Aleksandr Nikitine, joueur d'échecs russe
- le 13 juillet 2022 (56 ans) : Igor Naumkin (en), grand maître du jeu d'échecs russe
- le 14 juillet 2022 (91 ans) : Nikolaï Kroguious, grand maître du jeu d'échecs russe
- le 2 septembre 2022 (77 ans) : Mišo Cebalo, grand maître international du jeu d'échecs croate
- le 29 novembre 2022 (71 ans) : John Prados (en), créateur américain de jeux de guerre
- le 12 décembre 2022 (73 ans) : Kim Mohan (en), créateur américain de jeux pour TSR, New Infinities Productions et Wizards of the Coast
- le 31 décembre 2022 (53 ans) : Darren Watts (en), créateur de jeux américain, un des fondateurs de DOJ Inc. et président de Hero Games